# 11438 Зельдович
11438 Зельдович (11438 Zeldovich) — астероїд головного поясу, відкритий 29 серпня 1973 року.
Тіссеранів параметр щодо Юпітера — 3,646.